# Ismaël Bennacer
Ismaël Bennacer (arabisch إسماعيل بن ناصر, DMG Ismāʿīl b. Nāṣir; * 1. Dezember 1997 in Arles) ist ein algerisch-französischer Fußballspieler. Der Mittelfeldspieler steht aktuell bei der AC Mailand unter Vertrag und ist algerischer Nationalspieler.

## Karriere

### Verein

#### Beginn der Karriere in Frankreich und England
Ismaël Bennacer begann seine Karriere bei der AC Arles-Avignon, für die er im Januar 2015 in der Ligue 2 debütierte. Nach dem Konkurs des Vereins wechselte er nach England zum FC Arsenal, für den er im Oktober 2015 in der vierten Runde des League Cup sein Debüt gab. Für die Rückrunde der Saison 2016/17 wechselte er per Leihe zum FC Tours. Für seinen neuen Verein absolvierte er 16 Spiele in der Ligue 2 und erzielte dabei ein Tor.

#### Durchbruch in Italien
Nach der Leihe wechselte Bennacer im Sommer 2017 zum FC Empoli in die Serie B. In Italien gehörte er zu den Stammspielern und absolvierte dort in seinem ersten Jahr 39 von möglichen 42 Ligaspielen. Bennacer und der FC Empoli beendeten die Spielzeit auf dem 1. Tabellenplatz und stiegen als Zweitligameister in die Serie A auf. Auch in der erstklassigen Serie A konnte Bennacer seinen Stammplatz behaupten, allerdings verlief die Saison 2018/19 für den FC Empoli nur durchwachsen und endete auf dem 18. Tabellenplatz mit dem Abstieg in die Serie B.

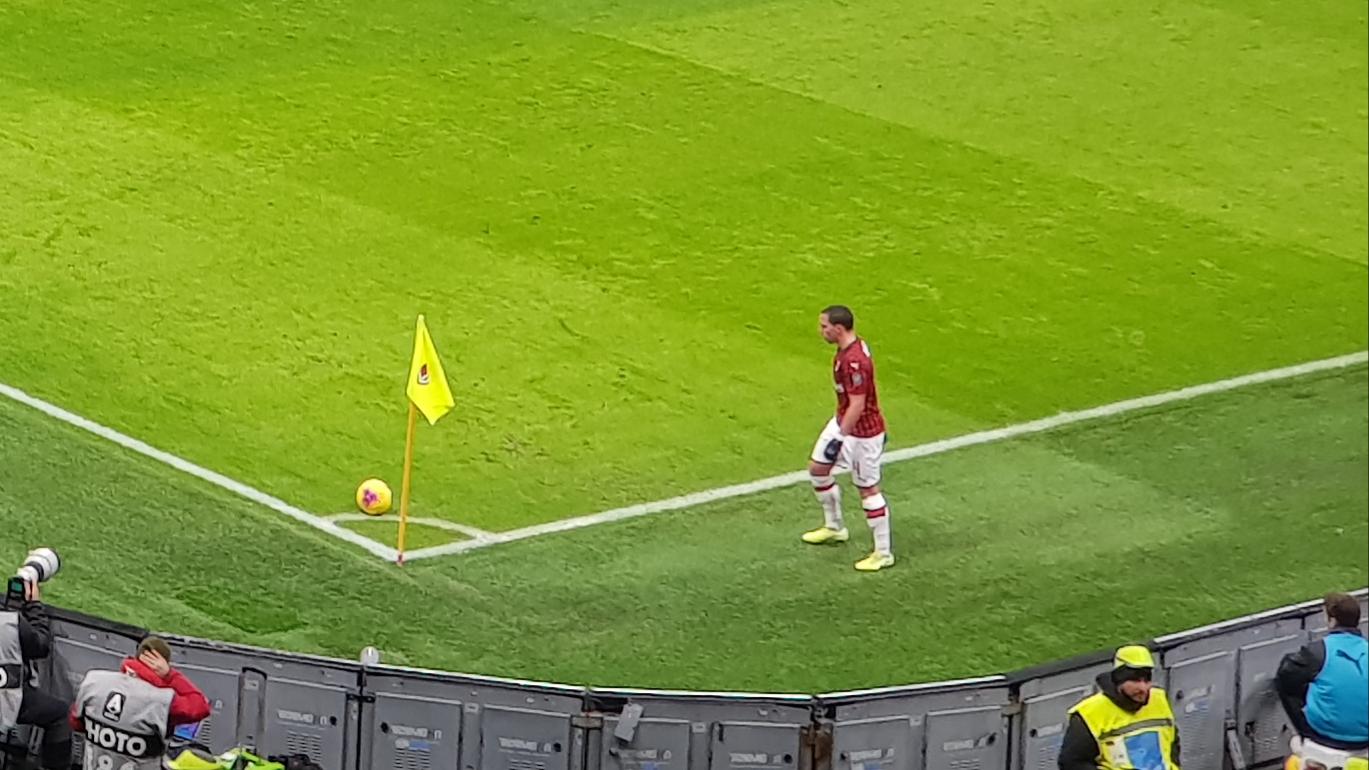
Ismaël Bennacer im Trikot der AC Mailand. (2020)

Im Sommer 2019 wechselte Bennacer zur AC Mailand. Erstmals für Milan spielte er im August 2019 beim Ligaspiel gegen Udinese Calcio, bei welchem er in der 76. Spielminute für Lucas Paquetá eingewechselt wurde. Nachdem zu Beginn der Saison 2019/20 noch Marco Giampaolo der Cheftrainer der Mailänder war, übernahm Stefano Pioli das Team im Oktober 2019. Unter seiner Führung entwickelten sich die Mailänder in den folgenden Jahren wieder zu einem Top-Team in Italien und Bennacer gehörte dabei zu den wichtigen Leistungsträgern und war in der Startelf der Rossoneri gesetzt. In der Saison 2021/22 gewann Bennacer daraufhin die italienische Meisterschaft mit Milan. Anfang Januar 2023 verlängerte er seinen Vertrag in Mailand langfristig bis Sommer 2027. In dieser Saison erreichten die Mailänder überraschend das Halbfinale der UEFA Champions League, dort verletzte sich Bennacer im Hinspiel schwer am Knie und fiel nach der notwendigen Operation für die restliche Saison, sowie den Beginn der folgenden Spielzeit 2023/24 aus. Erst Anfang Dezember 2023 spielte er beim Ligaspiel gegen Frosinone Calcio erstmals nach seiner Verletzung wieder für die Mailänder. Am 6. Januar 2025 gewann Bennacer mit den Rossoneri die Supercoppa Italiana.
Knapp einen Monat später wechselte er leihweise mit Kaufoption für die restliche Saison 2024/25 nach Frankreich zu Olympique Marseille. Während der Leihe absolvierte er zwölf Pflichtspiele für den Verein.

### Nationalmannschaft
Bennacer spielte in den Jahren 2015 und 2016 für die U18 und U19-Auswahl von Frankreich, entschied sich im Juli 2016 aber dafür zukünftig für die algerische Fußballnationalmannschaft aufzulaufen. Am 4. September 2016 debütierte er im Qualifikationsspiel zum Afrika-Cup gegen Lesotho. Ein halbes Jahr nach seinem Debüt gehörte er dem Kader für den Afrika-Cup 2017 an. Dort kam er allerdings nicht zum Einsatz und Algerien schied bereits in der Gruppenphase aus dem Turnier aus. Zwei Jahre später gehörte Bennacer im Afrika-Cup 2019 zu den Stammspielern von Algerien und die Auswahlmannschaft konnte das Turnier im Finale gegen Senegal gewinnen. Bennacer stand bei diesem Turnier in allen 8 Spielen in der Startelf von Algerien und konnte dabei 3 Tore, unter anderem auch das entscheidende im Finale, vorlegen. Für diese Leistungen wurde er zum besten Spieler des Turniers ausgezeichnet. Ein Jahr später konnte Bennacer am 13. Oktober 2020 im Freundschaftsspiel gegen Mexiko sein erstes Tor für Algerien erzielen. Im Januar 2022 nahm er bereits zum dritten Mal mit Algerien am Afrika-Cup teil. Wie 2017 schied die Mannschaft aber bereits in der Gruppenphase aus dem Turnier aus. Im Frühjahr 2022 verloren Bennacer und Algerien knapp in der letzten Runde der Qualifikation gegen Kamerun und verpassten damit wie bereits 2018 die Teilnahme an der Weltmeisterschaft. Wegen einer Verletzung am Knie versäumte Bennacer in der folgenden Zeit viele Länderspiele, konnte aber rechtzeitig zum Afrika-Cup 2024 zurückkehren. Bei seiner vierten Teilnahme an der Kontinentalmeisterschaft schied Algerien nach zwei Unentschieden und einer Niederlage gegen Mauretanien erneut in der Gruppenphase aus dem Turnier aus. Bennacer verpasste wegen Problemen an den Adduktoren zwei von drei Gruppenspielen.

## Erfolge
FC Empoli
- Zweitligameister und Aufstieg in die Serie A: 2017/18

AC Mailand
- Italienischer Meister: 2021/22
- Italienischer Superpokalsieger: 2024

Nationalmannschaft
- Afrika-Cup-Sieger: 2019

Persönliche Auszeichnungen
- Bester Spieler des Turniers: Afrika-Cup 2019
- Mannschaft des Turniers: Afrika-Cup 2019